# Куїнто-ді-Тревізо
Куїнто-ді-Тревізо (італ. Quinto di Treviso, вен. Quinto de Trevixo) — муніципалітет в Італії, у регіоні Венето, провінція Тревізо.
Куїнто-ді-Тревізо розташоване на відстані близько 420 км на північ від Рима, 28 км на північний захід від Венеції, 7 км на захід від Тревізо.
Населення — 9856 осіб (2014).

## Демографія
Населення за роками:

Станом на 1 січня 2023 року в муніципалітеті офіційно проживало 1159 іноземців з 52 країн, серед них 246 громадян країн Євросоюзу та 41 громадянин України.

## Уродженці
- Лучано Марангон (*1956) — італійський футболіст, захисник.

## Сусідні муніципалітети
- Моргано
- Паезе
- Тревізо
- Церо-Бранко